# Avro Bison
Avro 555 Bison  là một loại máy bay trinh sát của Anh, do hãng Avro chế tạo,

## Quốc gia sử dụng
United Kingdom
- Không quân Hoàng gia
  - Không quân Hải quân Hoàng gia

## Biến thể
Avro 555 Bison
Avro 555 Bison I
Avro 555 Bison IA
Avro 555A Bison II
Avro 555B Bison I

## Tính năng kỹ chiến thuật (Bison II)
Dữ liệu lấy từ Avro Aircraft since 1908 
Đặc điểm tổng quát
- Kíp lái: 4
- Chiều dài: 36 ft 0 in (10,98 m)
- Sải cánh: 46 ft 0 in (14,02 m)
- Chiều cao: 14 ft 2 in (4,32 m)
- Diện tích cánh: 630 ft² (58,6 m²)
- Trọng lượng rỗng: 4.116 lb (1.871 kg)
- Trọng lượng cất cánh tối đa: 6.132 lb (2.787 kg)
- Động cơ: 1 × Napier Lion II, 480 hp (358 kW)

 Hiệu suất bay 
- Vận tốc cực đại: 108 mph (94 knot, 174 km/h)
- Vận tốc hành trình: 90 mph (78 knot, 145 km/h)
- Tầm bay: 360 mi (313 hải lý, 580 km)
- Trần bay: 12.000 ft (3.660 m)
- Vận tốc lên cao: 450 ft/phút (2,3 m/s)

Trang bị vũ khí

- Súng: 1 × Súng máy Vickers .303 in và 1 × aúng máy Lewis.303 in (7,7 mm)
- Bom: Bom